# 系统工程国际委员会
系统工程国际委员会（INCOSE，发音in-co-see）是一个非营利性的会员组织，致力于发展系统工程和提高系统工程师的专业地位。

## 概述
INCOSE成立于1990年，有超过6000成员，并具有广泛的代表性——从学生到高级从业者，从技术工程师到项目乃至企业管理，从科学和工程到业务发展。INCOSE成员们共同努力，推动技术知识，交流思想，并与同事们合作，以推进系统工程的发展。
该组织的使命是推进系统工程在工业界，学术界乃至政府的的技术水平和实践，通过促进跨学科的、可扩展的方法来产生技术上适当的解决方案，以满足社会需求。
INCOSE由一个理事会进行管理。它的技术活动均由技术委员会所领导。超过三十九个工作组分成了7个技术委员会，分别侧重于教育与研究，建模与工具，流程和改进，系统工程管理，系统工程倡议，标准和系统工程应用。它出版期刊、手册和教材，赞助学术会议，开发标准，并促进系统工程师的教育和注册。

## 历史
INCOSE的开端可以追溯到1989年通用动力公司在加利福尼亚圣地亚哥加州大学主办的一场会议。 这次会议的目的，是讨论一个合格工程师在进行系统考虑而不仅仅是侧重于某个具体学科时的明显缺陷。在1990年夏天，波音公司随后在华盛顿西雅图的巴特尔会议中心举行了另一次会议。约30人出席了本次会议，也关心了同样的议题。该小组通过了一个章程，并成立专责委员会，以解决系统的工程问题，并建立了系统工程国家委员会（NCOSE）。洛克希德公司的哈利·卡尔森，国防系统管理学院的杰里·莱克，和华盛顿大学的布赖恩·玛被选为临时联合主席。在1990年和1991年，在航空航天公司，IBM公司和TRW公司的赞助下，举行了更多的会议和研讨会。
第一次NCOSE会议是1991年10月在田纳西州查塔努加，与美国工程管理协会（ASEM）合作举办的。其他会议每年举行一次，在美国的不同地点举办。
1995年夏天，该组织正式更名为系统工程国际委员会或INCOSE，以反映世界各地10个不同国家越来越多专业人士的参与。自20世纪90年代起，INCOSE持续成长，至2007年底，“有超过6000成员，并具有广泛的代表性——从学生到高级从业者，从技术工程师到项目乃至企业管理，从科学和工程到业务发展”。

## INCOSE相关主题

### 会员
INCOSE向个人，企业和学术机构开放。个人会员有三种类型：普通，学生，和高级。
INCOSE在地理上被分成三个区域，有60多个地方分会： 
- 第一区：美洲
- 第二区：欧洲，中东，非洲
- 第三区：亚洲-大洋洲

### 前任主席
| - 2010–2011 Samantha Robitaille - 2008–2009 Patrick Hale - 2006–2007 Paul Robitaille - 2004–2005 Heinz Stoewer - 2002–2003 John Snoderly - 2001 John Clouet - 2000 Donna H. Rhodes | - 1999 Kenneth Ptack - 1998 William Schoening - 1997 Eric Honour - 1996 Ginny Lentz - 1995 James Brill | - 1994 George Friedman - 1993 Brian Mar - 1992 Jerome Lake |

### 刊物及产品
- INCOSE系统工程手册（INCOSE Systems Engineering Handbook）
- 系统工程学报（Journal of Systems Engineering）
- 洞察（INSIGHT） 简讯
- 集成系统和产品开发度量指南（Metrics Guidebook for Integrated Systems and Product Development）
- I-pub 出版数据库
- 系统工程工具数据库 （页面存档备份，存于）

### 标准
INCOSE系统工程标准化技术委员会（STC）的国际理事会的工作正致力于推动和协调全球范围内使用的系统工程标准。一些STC涉及的著名标准有：
- ECSS-E-10航天工程 - 系统工程第1B部分：要求和流程，2004年11月18日
- ECSS-E-10航天工程 - 系统工程第6A部分：功能和技术规范，2004年1月9日
- ECSS-E-10航天工程 - 系统工程第7A部分：产品数据交换2004年8月25日
- ISO/IEC15288：2002 - 系统生命周期流程
- OMG系统建模语言（OMG SysML），2006年7月